# Hirebannihatti, Jagalur
Hirebannihatti là một làng thuộc tehsil Jagalur, huyện Davanagere, bang Karnataka, Ấn Độ.